# Donde hay música
Dove c'è musica (conocida en su versión española como Dónde hay música) es el nombre del séptimo álbum de estudio grabado por el cantautor italiano de los géneros pop/rock Eros Ramazzotti. Fue lanzado al mercado bajo el sello discográfico BMG el 21 de mayo de 1996. Es el primer trabajo que el intérprete produce y el primero sin la participación de Piero Cassano.  Dove c'è musica resultó ser su disco más exitoso hasta ese momento, donde entró a las listas de álbumes en seis países que incluyen Italia y Alemania y vendió 7 000 000 copias. Jose F. Promis del sitio AllMusic le dio cuatro estrellas de cinco. Forma parte de la lista de los 100 discos que debes tener antes del fin del mundo, publicada en 2012 por Sony Music.

## Lista de canciones

### Dove c'è musica
| N.º | Título                | Escritor(es)                                                    | Duración |  |
| 1.  | «Dove c'è musica»     | E. Ramazzotti · C. Guidetti · M. Fabrizio · A. Cogliati         | 4:44     |  |
| 2.  | «Stella gemella»      | E. Ramazzotti · Vladimiro Tosseto · Mario Lavezzi · A. Cogliati | 4:38     |  |
| 3.  | «Più bella cosa»      | E. Ramazzotti · C. Guidetti · A. Cogliati                       | 4:24     |  |
| 4.  | «L'aurora»            | E. Ramazzotti · A. Cogliati                                     | 5:37     |  |
| 5.  | «Lettera al futuro»   | E. Ramazzotti · A. Cogliati                                     | 4:17     |  |
| 6.  | «Io amerò»            | E. Ramazzotti · A. Cogliati                                     | 5:07     |  |
| 7.  | «Questo immenso show» | E. Ramazzotti · A. Cogliati                                     | 5:27     |  |
| 8.  | «Quasi amore»         | E. Ramazzotti · A. Cogliati                                     | 5:07     |  |
| 9.  | «Yo sin tì»           | E. Ramazzotti · V. Tosseto · Nacho Mañó                         | 4:12     |  |
| 10. | «Lei però»            | E. Ramazzoti · V. Tosseto · A. Cogliati                         | 4:50     |  |
| 11. | «L'uragano Meri»      | E. Ramazzotti · A. Cogliati                                     | 4:46     |  |
| 12. | «Buona vita»          | E. Ramazzotti · V. Tosseto · A. Cogliati                        | 3:51     |  |

### Donde hay música
| N.º | Título                         | Escritor(es) | Duración |  |
| 1.  | «Dónde hay música»             | E. Ramazzotti · Claudio Guidetti · Maurizio Fabrizio · Adelio Cogliati · Nacho Mañó · Jose Mañó · Javier Sánchez Bori | 4:44     |  |
| 2.  | «Estrella gemela»              | E. Ramazzotti · Vladimiro Tosseto · Mario Lavezzi · A. Cogliati · Nacho Mañó · José Mañó · Javier Sánchez Bori        | 4:38     |  |
| 3.  | «La cosa más bella»            | E. Ramazzotti · C. Guidetti · A. Cogliati · Nacho Mañó · José Mañó · Javier Sánchez Bori                              | 4:24     |  |
| 4.  | «La aurora»                    | E. Ramazzotti · A. Cogliati · Nacho Mañó · José Mañó · Javier Sánchez Bori                                            | 5:34     |  |
| 5.  | «Carta al futuro»              | E. Ramazzotti · A. Cogliati · Nacho Mañó · José Mañó · Javier Sánchez Bori                                            | 4:17     |  |
| 6.  | «Yo amaré»                     | E. Ramazzotti · A. Cogliati · Nacho Mañó · José Mañó · Javier Sánchez Bori                                            | 5:07     |  |
| 7.  | «Este inmenso show»            | E. Ramazzotti · A. Cogliati · Nacho Mañó · José Mañó · Javier Sánchez Bori                                            | 5:27     |  |
| 8.  | «Casi amor»                    | E. Ramazzotti · A. Cogliati · Nacho Mañó · José Mañó · Javier Sánchez Bori                                            | 5:07     |  |
| 9.  | «Yo sin ti» (Versión española) | E. Ramazzotti · V. Tosseto · Nacho Mañó · José Mañó · Javier Sánchez Bori                                             | 4:12     |  |
| 10. | «Pero ella»                    | E. Ramazzoti · V. Tosseto · A. Cogliati · Nacho Mañó · José Mañó · Javier Sánchez Bori                                | 4:50     |  |
| 11. | «Huracán Meri»                 | E. Ramazzotti · A. Cogliati · Nacho Mañó · José Mañó · Javier Sánchez Bori                                            | 4:46     |  |
| 12. | «Buena vida»                   | E. Ramazzotti · V. Tosseto · A. Cogliati · Nacho Mañó · José Mañó · Javier Sánchez Bori                               | 3:51     |  |

## Personal
| - Alex Baroni – coro - Luca Bignardi – programación, ingeniería, mezcla - Alberto Bonardi – ingeniería, asistencia de mezcla - Marco Borsatti – asistencia de mezcla - Alex Brown – coro - Lenny Castro – percusión - Vinnie Colaiuta – batería - Emanuela Cortesi – coro - Lynn Davis – coro - Michelangelo Di Battista – fotografía - Nathan East – bajo - David Garfield – piano - Paolo Gianolio – guitarra, bajo - Jim Gilstrap – coro - Gary Grant – trompeta - Jerry Hey – trompeta - Kim Hutchcroft – saxo tenor - Phillip Ingram – coro - Luca Jurman – coro - Michael Landau – guitarra, guitarra eléctrica - Charles Loper – trombón - Nacho Mañó, Jose Mañó, Javier Sánchez Bori – productores, adaptación de las letras al castellano - Sid Page – violín - John Pena – bajo | - Antonella Pepe – coro - John Pierce – bajo - Eros Ramazzotti – voz, producción - Bill Reichenbach Jr. – trombón - Steve Tavaglione – saxo tenor - Celso Valli – órgano, piano, arreglo, dirección, teclado, programación, coro, producción - Mimmo Verduci – dirección artística, concepto - Tommy Vicari – ingeniería - Traisey Elana Williams – coro |

## Posicionamientos y certificaciones
| Lista (1996)                    | Posición |
| ------------------------------- | -------- |
| Austrian Albums Chart           | 1        |
| Belgian Albums Chart (Flanders) | 1        |
| Belgian Albums Chart (Wallonia) | 1        |
| Canadian Albums Chart           | 23       |
| Dutch Albums Chart              | 5        |
| Finnish Albums Chart            | 6        |
| French Albums Chart             | 10       |
| German Albums Chart             | 1        |
| Hungarian Albums Chart          | 3        |
| Italian Albums Chart            | 1        |
| Norwegian Albums Chart          | 8        |
| Portuguese Albums Chart         | 2        |
| Spanish Albums Chart            | 2        |
| Swedish Albums Chart            | 1        |
| Swiss Albums Chart              | 1        |
| EE. UU. Latin Albums            | 20       |
| EE. UU. Latin Pop Albums        | 12       |

| País           | Certificaciones |
| -------------- | --------------- |
| Austria        | 3x platino      |
| Brasil         | Oro             |
| Finlandia      | Plantino        |
| Francia        | Plantino        |
| Alemania       | 3x oro          |
| Suecia         | Platino         |
| Suiza          | 4x platino      |
| Estados Unidos | Plantino        |